# Kings of Chaos (album)
Albums de Hecate Enthroned
Dark Requiems...
(1998) Redimus
(2004)
Kings of Chaos est le troisième album studio du groupe de black metal symphonique anglais Hecate Enthroned. L'album est sorti en 1999 sous le label Blackend Records.
Le style de cet opus change radicalement par rapport à ses deux prédécesseurs. En effet, cet album contient certains éléments typiques du Death metal, en plus de ce qui définissait les albums plus anciens de Hecate Enthroned comme étant du Black metal symphonique.
On peut remarquer que le titre de l'album est similaire à celui de la revue sur le metal Les Seigneurs du chaos (en anglais, cela donne Lords of Chaos, il s'agit d'une référence à cette œuvre dédiée au Black metal).

## Liste des morceaux
1. Miasma – 0:28
2. Perjurer – 3:28
3. Deceiving the Deceiver – 3:05
4. Malignant Entity – 1:05
5. Blessing in Disguise – 3:45
6. I Am Born – 3:46
7. Exalted in Depravity – 2:09
8. Conquest Complete – 4:11
9. The Downfall – 3:49
10. Repent – 5:36
11. Witch Queen Ascending – 1:43